# MSC Splendida (schip, 2009)
MS MSC Splendida is een cruiseschip van MSC Crociere. De MSC Splendida is een evenbeeld van haar zusterschip MSC Fantasia. Beide schepen zijn de grootste schepen van MSC Crociere en tevens de grootste cruiseschepen, die ooit voor een Europese rederij zijn gemaakt. Op 11 juli keerde ze in Barcelona van haar eerste reis terug. Daar werd ze een dag later door Sophia Loren gedoopt.
Voor minder beweging heeft de MSC Splendida stabilisatoren. Het beschikbare vloeroppervlak is 450.000 m², waarvan 27.000 m² voor gemeenschappelijke ruimtes. Er zijn 18 dekken, waarvan 13 voor passagiers en 25 liften, waarvan 15 voor passagiers.
In mei 2015 kwam de Splendida voor het eerst naar Amsterdam, het is het grootste cruiseschip in Amsterdam tot nu toe.

## Externe link

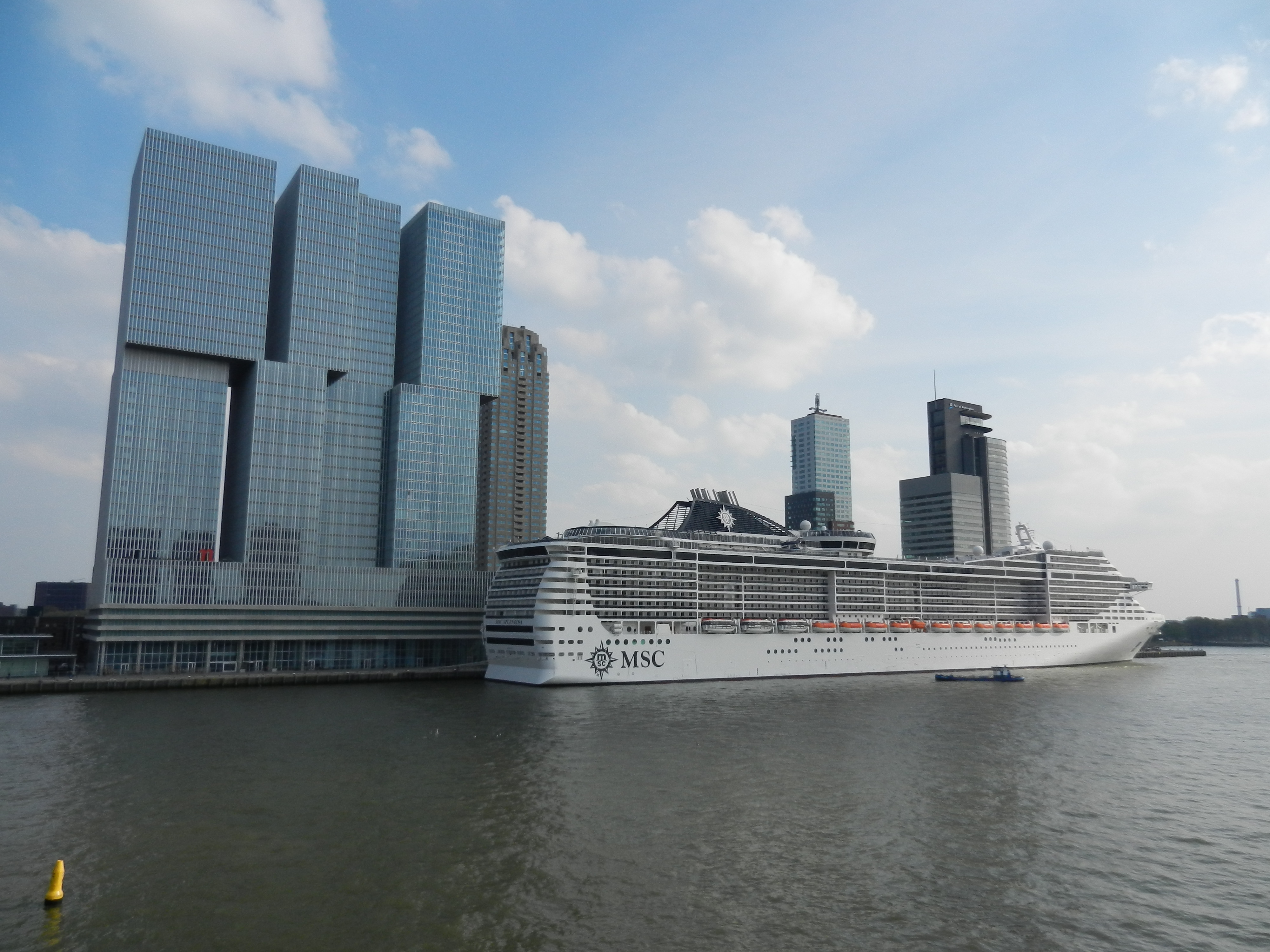
De Splendida in Rotterdam (mei 2015)